# سون يي جن
سون يي جين (بالكورية: 손예진)‏ مواليد 11 يناير 1982 في ديغو، كوريا الجنوبية، هي ممثلة كورية جنوبية بدأت مسيرتها الفنية عام 2000. صعدت إلى الشهرة في عام 2003 من خلال فيلم ذا كلاسيك ورائحة الصيف، الذي أعقبه فيلمها الناجح تجاريًا لحظة للذكرى (2004)، وثلج أبريل(2005). أدوارها المبكرة في الأفلام أكسبتها لقب "حب الأمة الأول" في كوريا. وقد فازت منذ ذلك الحين بالعديد من الجوائز ولعبت دور البطولة في أفلام أخرى رفيعة المستوى بما في ذلك زوجتي تزوجت (2008)، والقراصنة (2014)، والأميرة الأخيرة (2016). عملت أيضًا في الأعمال الدرامية التلفزيونية الشهيرة مثل الوحدة في الحب (2006)، وشيء ما في المطر (2018)، و هبوط طارئ للحب (2019-2020).
تم إدراجها في قائمة فوربس كوريا باور سيلبرتي 40 لمدة أربع سنوات متتالية (2019-2022).

## الحياة الشخصية

### الزواج
في 1 يناير 2021 ، تم التأكيد على أن سون على علاقة مع الممثل هيون بين، قد مثلت بجانبه في فيلم التفاوض لعام (2018) و مسلسل هبوط طارئ للحب لعام (2020). في 10 فبراير 2022، أعلن كل من سون وهيون بين خطوبتهما في رسائل منشورة على حساباتهما على وسائل التواصل الاجتماعي. تزوج الثنائي في حفل خاص في 31 مارس، حضره والديهم وأصدقاء كلتا العائلتين. في 27 يونيو، أعلنت سون أنها حامل بطفلهما الأول، وأنجبت ولدًا في 27 نوفمبر.

### الأعمال الخيرية
في 27 فبراير 2020، تبرعت سون ₩100 مليون ين لصندوق المجتمع الكوري في دايجو للمساعدة في مكافحة انتشار كوفيد-19. دايجو هي مسقط رأس سون.
في 8 مارس 2022، تبرعت سون وهيون بن ₩200 مليون ين ياباني لجمعية هوب بردج للإغاثة من الكوارث لمساعدة المتضررين من حرائق الغابات الهائلة التي بدأت في ألجن، جيونغ بك وانتشرت إلى سامتشوك، غانغ وون.

## المسيرة المهنية

### 2005-2000: البدايات والنجومية في شرق آسيا
أدت سون يي جن صوت جونغ مي جو في فيلم دموع سرية للمخرج بارك كي يونغ عام 2000، ثم انتقلت بعد ذلك لتأخذ الدور الرئيسي في الأعمال الدرامية التليفزيونية مثل اقتراح لذيذ وجن-هي-هي، والطموح الكبير. كان أول دور رفيع المستوى لها في السينما في فيلم شي هوا سون للمخرج ايم كون تايك، والذي عُرض في مهرجان كان وحصل على جائزة أفضل مخرج في عام 2002.
أكبر نجاح في بداية حياتها المهنية كان في الأفلام اللاحقة "كونشيرتو العشاق" و"الكلاسيكي". حقق كلاهما نجاحًا قويًا من المستوى المتوسط في كوريا، وحظي فيلم الكلاسيكي على وجه الخصوص - كونه أحد أعمال مخرج فيلم فتاتي الجريئة كوك جي يونق - بشهرة واسعة في مناطق مثل هونغ كونغ والصين، وأنطلقت سون إلى النجومية في شرق آسيا. وعززت سون مكانتها كنجمة هاليو (الموجة الكورية) في عام 2003 من خلال أخذ زمام المبادرة في الدراما التليفزيونية رائحة الصيف، الدفعة الثالثة من المسلسل الدرامي الرباعي الذي يحمل عنوان الحب الذي لا ينتهي من إخراج يون سيوك هو.
اكتسبت أفلامها التالية أيضًا شعبية هائلة في شرق آسيا خاصة في اليابان: فيلم "لحظة للتذكر"، استنادًا إلى مسلسل ياباني شهير، سجلت أرقامًا قياسية في شباك التذاكر في اليابان وبيعت أكثر من مليوني تذكرة في كوريا، وثلج أبريل الذي شاركت فيه مع النجم باي يونغ جونحقق أيضًا الفيلم نجاحًا كبيرًا في اليابان والصين. سون، التي مثلت صورة نقية وبريئة في أفلامها الكلاسيكي ولحظة للتذكر، حصلت على لقب "الحب الأول للأمة" في كوريا.

في عام 2006، أصبحت سون الممثلة الكورية الأعلى أجرًا في المسلسلات التلفزيونية الكورية عندما حصلت على أجر موهبة قدره 50 مليون وون كوري (بالإضافة إلى الحافز) لكل حلقة لدورها الرئيسي في مسلسل الدراما الوحدة في الحب.

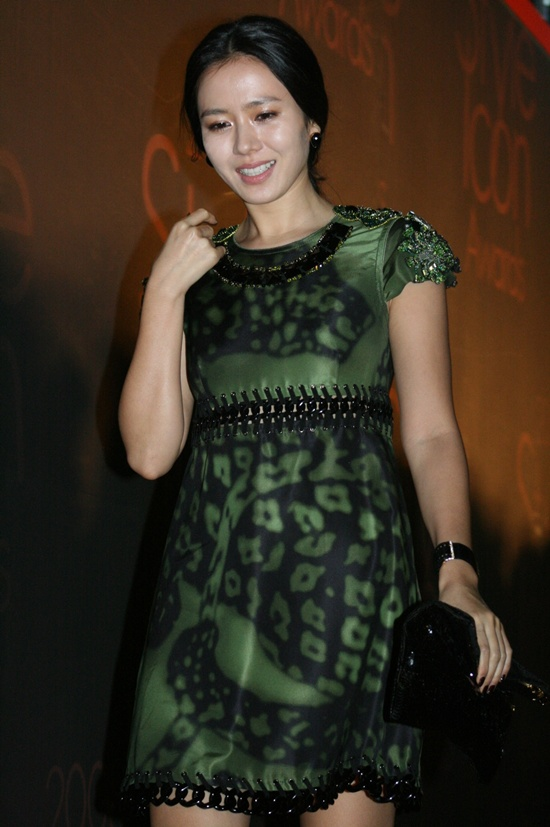
يي جين في عام 2008

### 2015-2006: أدوار سينمائية في أفلام متنوعة
تخلصت سون من صورتها كفتاة لطيفة في مشاريعها اللاحقة. قامت بأدوار فنانة محتالة في فيلم فن الإغراء، ومراسلة طموحة في أضواء كاشفة، وامرأة غامضة في المدينة المفتوحة، ومطلقة في المسلسل الذي نال استحسان النقاد الوحدة في الحب. في عام 2008، أدى أدائها دور امرأة متعددة الأزواج في زوجتي تزوجت إلى حصولها على جائزة أفضل ممثلة من جوائز أفلام التنين الأزرق المرموقة وغيرها من الهيئات المحلية المانحة للجوائز.
بعد تصوير الغموض المظلم وايت نايت، أرادت سون القيام بمشروع أكثر متعة، لذلك اختارت المسلسل الكوميدي الرومانسي الذوق الخاص،يليه فيلم الرعب الكوميدي الرومانسي سبل باوند الذي أصبح أحد الأفلام الأكثر ربحًا في عام 2011، وهو الفيلم الكوميدي الرومانسي الكوري الأكثر نجاحًا في السنوات الأخيرة.
في عام 2012، لعبت سون دور البطولة في أول فيلم لها بعنوان "البرج"، وهو إعادة إنتاج لفيلم كوارث من هوليوود عام 1974 الجحيم المرتفع.عادت إلى التلفزيون في عام 2013 في الدراما الانتقامية شارك (المعروف أيضًا باسم لا تنظر إلى الوراء: أسطورة أورفيوس)، ثم بعنوان بلود اند تايز، وهو فيلم تشويق عن ابنة تشتبه في أن والدها متورط في قضية خطف وقتل.

### 2016 إلى الوقت الحاضر: اشادة من النقاد وشهرة عالمية
في عام 2016، اجتمعت سون مجددًا مع النجمة المشاركة في فيلم زوجتي تزوجت كيم جو هيوك في فيلم ذا تروث اندرنيث، وهو فيلم اثارة سياسي، حيث نالت الإشادة على أدائها. وفازت بجائزة أفضل ممثلة في حفل توزيع جوائز بويل فيلم الخامس والعشرون وجوائز بوسان لنقاد السينما السابعة عشر عن أدائها. ثم لعبت دور الأميرة دوكهي أونغجو في فيلم السيرة الذاتية الأميرة الأخيرة، من إخراج مخرج فيلم ثلج أبريل هور جين هو. حاز الفيلم على آراء إيجابية من النقاد وحقق نجاحًا كبيرًا في شباك التذاكر، حيث حصد 40.35 مليون دولار أمريكي في جميع أنحاء العالم. سونغ سو يونغ من كوريا جونغ أنج ديلي أشادت بالفيلم لكونه "مثيرًا للاهتمام بدرجة كافية لجذب اهتمام الجمهور من البداية إلى النهاية"، على الرغم من أنها شعرت أن خيال كاتب السيناريو (هور) ذهب بعيدًا في عدة مشاهد. وقالت إن الأحداث الكبرى من حياة الأميرة دوهكي تم تصويرها بشكل جيد، وكانت أكبر فضيلة للفيلم هي جذب انتباه الجمهور لمعرفة المزيد عنها. قالت رومي دو من ذا كوريا هيرلاد إن سون يي جن أثبتت نفسها "كممثلة حساسة ومتقنة". أشاد النقاد لأدائها "المتميز" في تصويرها "الأعماق التي لا يمكن فهمها في التقلبات العاطفية للأميرة دوهكي"؛ وفازت بالعديد من الجوائز لأدائها بهذا الدور.

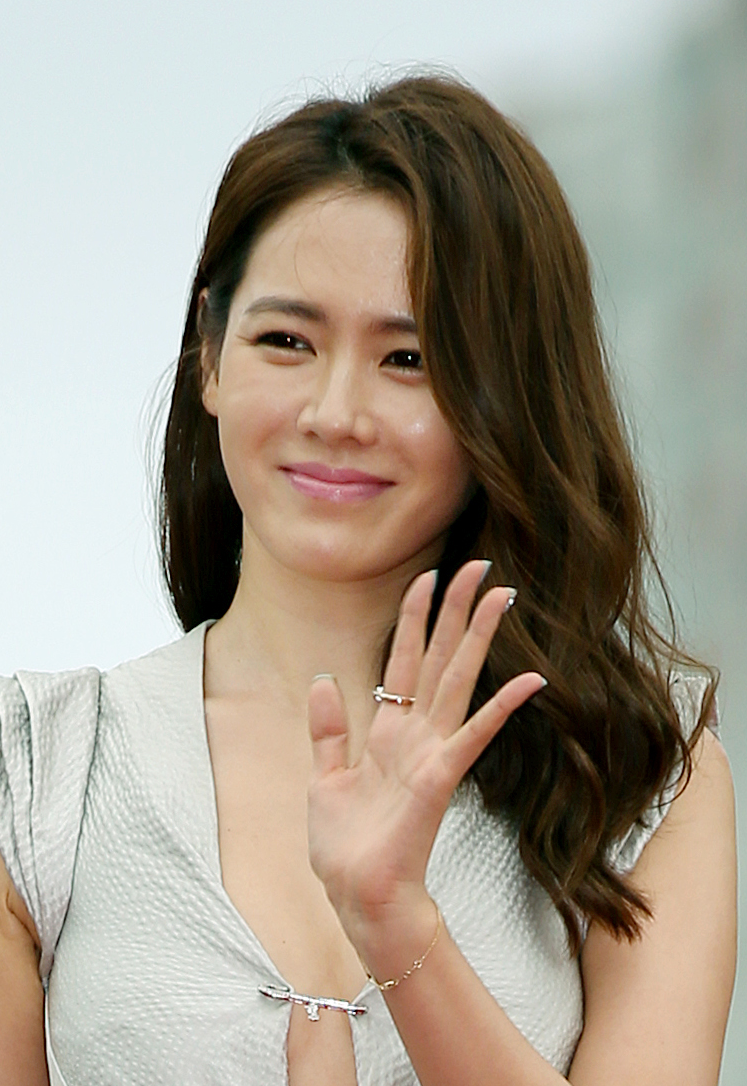
يي جين في عام 2014

في عام 2018، لعبت سون دور البطولة إلى جانب سو جي سوب في الفيلم الرومانسي بي وذ يو، استنادًا إلى الرواية اليابانية التي تحمل الاسم ذاته. في نفس العام، عادت سون إلى الشاشة الصغيرة بعد خمس سنوات مع الدراما الرومانسية شيء ما في المطر. حقق المسلسل شعبية تجارية، وتلقت سون تقييمات رائعة لأدائها. لعبت سون أيضًا دور البطولة في فيلم الجريمة والإثارة التفاوض، جنبًا إلى جنب مع هيون بن، حيث لعب دور مفاوض محترف يعمل على إنقاذ الرهائن.
في عام 2019، اجتمعت سون مجددًا مع هيون بن في الدراما الرومانسية الناجحة عالميًا هبوط طارئ للحب بدور وريثة ثرية تقع في حب ضابط عمولة كوري شمالي. حققت الدراما نجاحًا كبيرًا وهي ثالث أعلى الدراما الكورية تقييمًا في تاريخ التلفزيون.
كان من المقرر أن تظهر سون لأول مرة في هوليوود في عام 2022، حيث لعبت دور البطولة مع سام ورثينجتون في عمل المخرج أندرو نيكول ذا كروس.

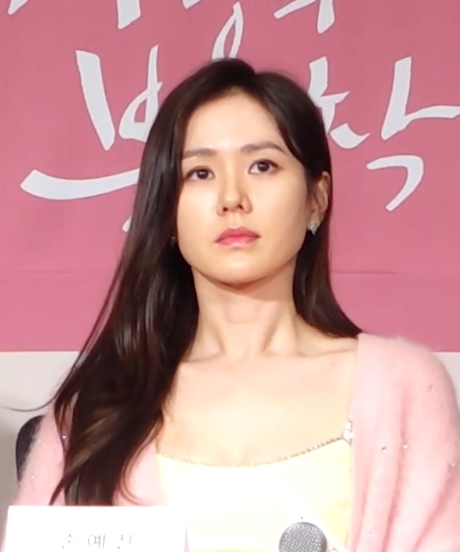
يي جين في عام 2019

## فيلموغرافيا

### مسلسلات تلفزيونية
| السنة     | اسم العمل                          | الدور                   | قناة البث   |
| --------- | ---------------------------------- | ----------------------- | ----------- |
| 2001      | اقتراح لذيذ                        | جانغ هي اي              | إم بي سي    |
| 2001      | سن هي وجين هي                      | شيم سون هي              | إم بي سي    |
| 2002      | طموح كبيوة                         | تشوي دونغ هي            | إس بي إس    |
| 2003      | رائحة الصيف                        | شيم هاي وون             | كي بي إس 2  |
| 2006      | الوحدة في الحب                     | يوو اون هو              | إس بي إس    |
| 2008      | اضواء كاشفه                        | سيو وو جين              | إم بي سي    |
| 2010      | ذوق سخصي                           | بارك كاي                | إم بي سي    |
| 2011      | الحديقة السرية                     | نفسها (ظهور, الحلقة 20) | إس بي إس    |
| 2013      | لا تنظر إلى الوراء: أسطورة أورفيوس | جو هاي وو               | كي بي إس 2  |
| 2018      | شيء ما في المطر                    | يون جين اه              | جي تي بي سي |
| 2019–2020 | هبوط طارئ للحب                     | يون سي را               | تي في إن    |
| 2022      | تسعة وثلاثون                       | تشا مي جو               | جي تي بي سي |

### افلام
| السنة | الفيلم                   | الدور                | ملاحظة           | Ref.   |
| ----- | ------------------------ | -------------------- | ---------------- | ------ |
| 2000  | دموع سرية                | جانغ مي جو           | تمثيل بالصوت     |        |
| 2002  | تشي هول سون              | سو وون               |                  | [ 23 ] |
| 2002  | كونشيرتو العشاق          | شيم سو ان / جيونغ هي |                  | [ 25 ] |
| 2003  | الكلاسيكي                | جي هي / جو هي        |                  | [ 26 ] |
| 2003  | كريزي فيرست لوف          | جو ال ماي            |                  | [ 75 ] |
| 2004  | لحظة للذكرى              | كيم سو جن            |                  | [ 29 ] |
| 2005  | ثلج أبريل                | سيو يونغ             |                  | [ 33 ] |
| 2005  | فن الاغواء               | هان جي ون            |                  | [ 37 ] |
| 2007  | يوبي، الثعلب بخمسة اذيال | يوبي                 | تمثيل بالصوت     | [ 76 ] |
| 2008  | المدينة المفتوحة         | بيك جانغ مي          |                  | [ 39 ] |
| 2008  | زوجتي تزوجت              | جو انا               |                  | [ 43 ] |
| 2009  | وايت نايت                | يو ميهو / لي جيا     |                  | [ 77 ] |
| 2011  | سبل باوند                | كانغ يوري            |                  | [ 78 ] |
| 2012  | البرج                    | سيو يون هي           |                  | [ 79 ] |
| 2013  | بلود اند تايز            | جونغ دا يون          |                  | [ 80 ] |
| 2014  | القراصنة                 | يو ول                |                  | [ 81 ] |
| 2015  | باد قايز الفايز داي      | جي يون               | تعاون انتاج دولي | [ 82 ] |
| 2016  | ذا تروث بيني             | كيم يون هونغ         |                  | [ 83 ] |
| 2016  | الأميرة الأخيرة          | الأميرة دوهكي        |                  | [ 84 ] |
| 2018  | بي وذ يو                 | ام سوه               |                  | [ 85 ] |
| 2018  | المفاوضة                 | ها تشي يون           |                  | [ 86 ] |
| 2025  | لا خيار آخر              |                      |                  |        |

## جوائز و ترشيحات
حصلت سون على العديد من الجوائز طوال حياتها المهنية. وقد فازت حاليًا51 جائزة من أصل 72 ترشيحًا.

## روابط خارجية
- سون يي جن على موقع IMDb (الإنجليزية)
- سون يي جن على موقع ألو سيني (الفرنسية)
- سون يي جن على موقع أول موفي (الإنجليزية)
- سون يي جن على موقع قاعدة بيانات الفيلم (الإنجليزية)
- سون يي جن على موقع كينوبويسك (الروسية)